# Cesonia cuernavaca
Espèce
Cesonia cuernavaca est une espèce d'araignées aranéomorphes de la famille des Gnaphosidae.

## Distribution
Cette espèce est endémique du Morelos au Mexique,.

## Description
Les femelles mesurent de 5,72 à 7,52 mm.

## Étymologie
Son nom d'espèce lui a été donné en référence au lieu de sa découverte, Cuernavaca.

## Publication originale
- Platnick & Shadab, 1980 : A revision of the spider genus Cesonia (Araneae, Gnaphosidae). Bulletin of the American Museum of Natural History, no 165, p. 337-385 (texte intégral).